# 후세인 알리
후세인 알리(아랍어: حسين علي, 스웨덴어: Hussein Ali, 2002년 3월 1일 ~ )는 에레디비시 클럽 헤이렌베인에서 라이트백으로 활약하고 있는 이라크의 프로 축구 선수이다. 스웨덴에서 태어난 그는 이라크 국가대표팀에서 뛰고 있다.

## 구단 경력
스웨덴 말뫼에서 태어난 후세인 알리는 고향 클럽인 말뫼 FF에서 훈련을 받고 있지만 1군 팀에서는 경기를 치르지 않다. 2019년 8월, 17세의 나이로 외레브로 SK에 입단한 그는 말뫼에서 치열한 경쟁을 벌이고 있으며 외레브로에서 더 많은 기회를 얻게 될 것을 고려해 이 같은 선택을 했다. 그는 2019년 9월 21일, IFK 노르셰핑과의 챔피언 결정전에서 프로 데뷔 첫 경기를 치렀다.
2022년 7월 19일, 알리는 에레디비시의 헤이렌베인과 3년 계약을 체결했다.

## 국가대표팀 경력
알리는 청소년 국가대표로 스웨덴을 대표했다.
2023년 8월, 그는 국적을 이라크로 변경하고, 2023년 킹스컵에서 이라크 국가대표팀에 처음으로 소집되었다.
그는 헤수스 카사스가 2023년 AFC 아시안컵에 출전할 이라크 선수 26명의 명단에서 선발되었다.

## 사생활
스웨덴에서 태어난 알리는 이라크 아랍계이다.